# A lehetetlen
A lehetetlen (eredeti cím: The Impossible) 2012-ben bemutatott spanyol-amerikai dráma-katasztrófafilm, amelynek rendezője Juan Antonio Bayona, forgatókönyvírója Sergio G. Sánchez. A főszerepben Naomi Watts, Ewan McGregor és Tom Holland látható. A film igaz történet alapján készült – A 2004-es Indiai-óceáni szökőárról, melyet María Belón és családja élt át.
A filmet világszerte 2013. január 11-én mutatták be, Spanyolországban 2012. október 11-én, valamint Magyarországon 2013. január 3-án magyar szinkronnal a ProVideo forgalmazásában.
A film pozitív véleményeket kapott a kritikusoktól, különösen Watts filmbeli alakítása, amiért Oscar-díjra is jelölték, mint legjobb női főszereplő és Golden Globe-díjra, mint legjobb női főszereplő. A Metacritic oldalán a film értékelése 73% a 100-ból, ami 42 véleményen alapul. A Rotten Tomatoeson a Lehetetlen 81%-os minősítést kapott, 184 értékelés alapján.

## Történet
2004-ben járunk. Henry Bennett (Ewan McGregor), orvos felesége, Maria (Naomi Watts) és három fiuk, Lucas (Tom Holland), Tomas (Samuel Joslin) és Simon (Oaklee Pendergrast) a thaiföldi Khao Lakra utaznak, hogy ott együtt töltsék a karácsonyt. A család megérkezik a szálláshelyre, a vadonatúj Orchidea tengerpart üdülőközpontba, és elkezdik élvezni a nyaralást. Két nappal később a 2004-es cunami végigsöpör az egész területen.
Maria és Lucas végül kikerül a kavargó vízből, és egymásra találnak. Maria súlyos sérüléseket szenvedett a lábán és a mellkasán. Egy kisgyermeket, Danielt kisegítik a roncsok közül, és hamarosan rájuk találnak a helyiek, akik felöltöztetik és kórházba szállítják őket Takua Pa városában. Daniel az út során elszakad tőlük. A kórházban Maria arra bátorítja Lucast, hogy segítsen másoknak megtalálni a családtagjaikat, míg őt megműtik a mellkasi sérülései miatt.
Közben Henry és a két kisebbik fiú is túlélte. Ismét egymásra találnak. Henry egy másik családnál hagyja Thomast és Simont, akiket aztán a helyi segélycsapatok a hegyekbe visznek biztonságba. Henry ott marad, hogy az üdülőhely romjai között keresse Mariát és Lucast. Miközben sérülten és egyedül keresgél, egy járókelő felveszi, és a többi túlélővel együtt elviszi egy közeli buszpályaudvarra. A kommunikációs lehetőségek hiányoznak, de egy Karl nevű európai turista, aki szintén elszakadt a családjától, kölcsönadja Henrynek a mobiltelefonját, hogy kapcsolatba léphessen angliai rokonaival. Henry megígéri Maria apjának, hogy mindenhol keresni fogja a családját, és meg fogja találni őket. Karl önként jelentkezik, hogy elkísérje Henryt, hogy megkeresse Mariát és Lucast, valamint a saját családját, akik a cunami idején a tengerparton voltak.
Miközben Maria a sebészeten van, az orvosi kartonja összekeveredik egy Muriel Barnes nevű betegével, aki meghalt. Lucas visszatérve üresen találja anyja ágyát, majd egy sátorba viszik, ahol a család nélküli gyerekeket őrzik. A tévedés akkor derül ki, amikor Lucas nem tudja azonosítani a halott nő egyik ékszerét sem, és ezt követően újra találkozik az édesanyjával, akit az intenzív osztályon egy külön szobába helyeztek át. Miközben a kórházban várakozik, Lucas megtalálja Danielt, akit ismét összehoznak az apjával.
Henry és Karl különböző helyeken keresik a családjukat, mielőtt megérkeznek a kórházba, ahol Henry öt percet kap a keresésre. Karl ad neki egy papírlapot, amelyen a családtagjai nevei szerepelnek. A kórház előtt megáll egy Thomas-t és Simont szállító jármű is, és a fiúk kiszállnak, hogy Simon pisilhessen. Lucas messziről felismeri az apját, és miközben a kinti zűrzavaros tömegben keresik, a testvérei észreveszik őt, és újra összejönnek. Henry együtt találja meg mindhármukat. Megtudja, hogy Maria a kórházban van, és készen áll arra, hogy újabb műtétnek vessék alá a lábát. Miközben az altatószer elaltatja, Maria visszaemlékezéseket él át arról, hogyan sérült meg, és hogyan került a felszínre a vízben. Miközben a műtőben van, Lucas elmondja Henrynek, hogy valami nagyon fontosat kell mondania Mariának.
Másnap a család felszáll egy Szingapúrba tartó mentőrepülőgépre, hogy Maria további orvosi kezelésben részesülhessen. Biztosítójuk, a Zürich Biztosító képviselője biztosítja őket, hogy mindenről gondoskodni fognak, miközben Lucas számtalan embert lát a kórház előtt, akik a beteglistákat nézegetik. A repülőn Lucas elmondja az anyjának, hogy Daniel biztonságban van az apjánál. Maria sírva nézi az ablakon keresztül a hátrahagyott káoszt, ahogy a gép felszáll.

## Szereplők
| Színész           | Szereplő                                                | Magyar hang        |
| ----------------- | ------------------------------------------------------- | ------------------ |
| Naomi Watts       | Maria Bennett, egy orvos és a Benett család édesanyja   | Kisfalvi Krisztina |
| Ewan McGregor     | Henry Bennett, a Benett család édesapja                 | Anger Zsolt        |
| Tom Holland       | Lucas Bennett, a 12 éves fiú, 1992-ben született        | Ducsai Ábel        |
| Samuel Joslin     | Thomas Bennett, a 7 és fél éves fiú, 1997-ben született | Straub Norbert     |
| Oaklee Pendergast | Simon Bennett, az ötéves fiú, 1999-ben született        | Straub Martin      |

További magyar hangok: F. Nagy Erika, Tímár Éva, Umbráth László, Horváth-Töreki Gergely